# Poloostrov Lej-čou

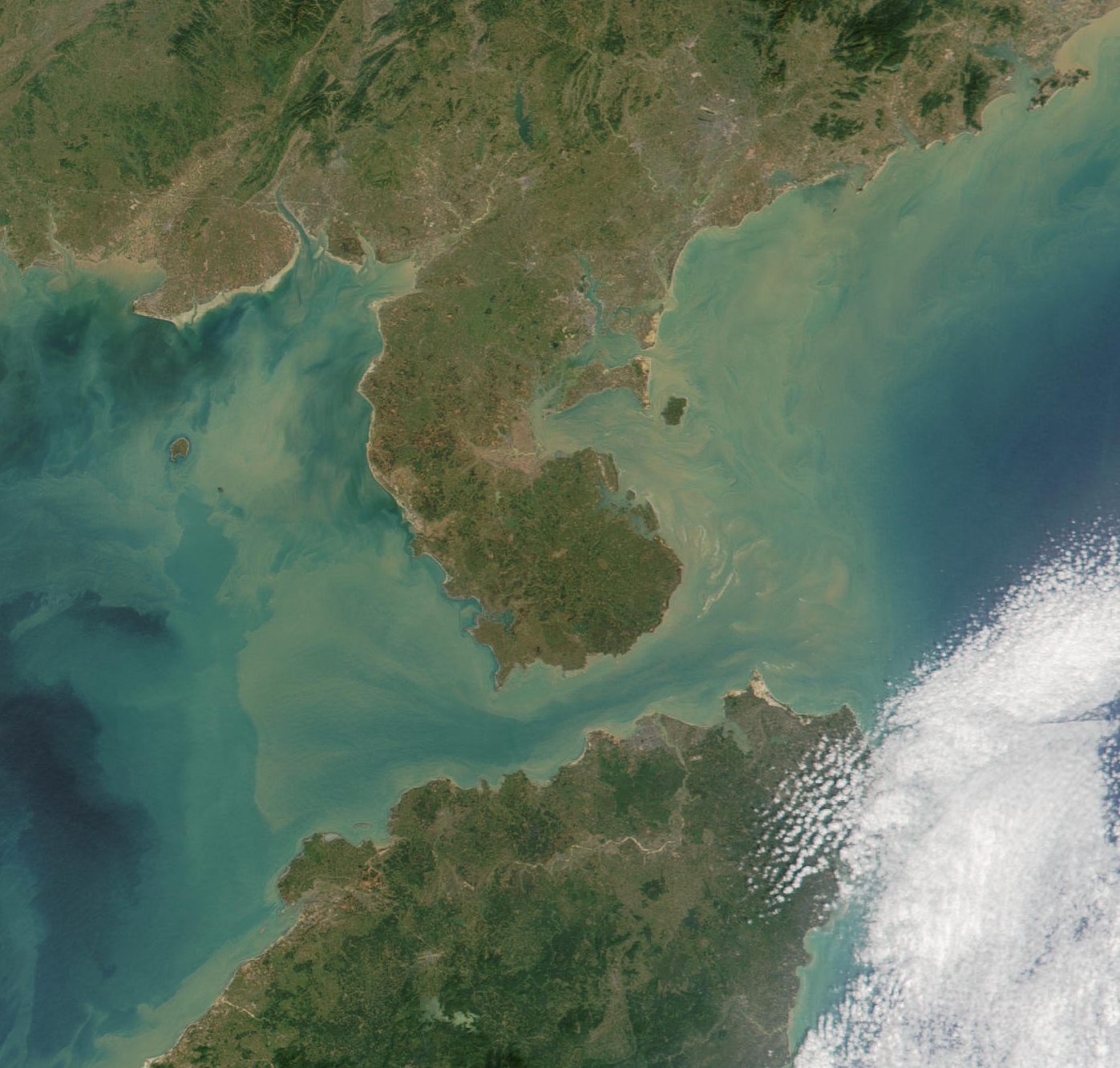
Satelitní fotografie poloostrova

Poloostrov Lej-čou (čínsky 雷州半岛) je poloostrov v Asii, který je součástí Čínské lidové republiky. Leží na jihozápadě provincie Kuang-tung. Na západě ohraničuje Tonkinský záliv a na jihu jej Chajnanský průliv odděluje od ostrova Chaj-nan. Jedná se o nejjižnější kontinentální část Číny. Má plochu 8 500 čtverečních kilometrů a je tak (po Liao-tungu a Šan-tungu) třetím největším poloostrovem Čínské lidové republiky.
Významným městem poloostrova je Čan-ťiang.